# Parachtes limbarae
Parachtes limbarae är en spindelart som först beskrevs av Kraus 1955.  Parachtes limbarae ingår i släktet Parachtes och familjen ringögonspindlar. Inga underarter finns listade i Catalogue of Life.